# Liste der Bodendenkmale in Heckelberg-Brunow
In der Liste der Bodendenkmale in Heckelberg-Brunow  sind alle Bodendenkmale der brandenburgischen Gemeinde Heckelberg-Brunow und ihrer Ortsteile aufgelistet. Grundlage ist die Veröffentlichung der Landesdenkmalliste mit dem Stand vom 31. Dezember 2020.
Die Baudenkmale sind in der Liste der Baudenkmale in Heckelberg-Brunow aufgeführt.

## Bodendenkmale
| Gemarkung                | Flur | Kurzansprache                                                               | Bodendenkmalnummer | Bemerkung | Bild |
| ------------------------ | ---- | --------------------------------------------------------------------------- | ------------------ | --------- | ---- |
| Heckelberg (Lage)        | 5    | Hügelgräberfeld Bronzezeit, Gräberfeld Bronzezeit                           | 60040              |           |      |
| Heckelberg (Lage)        | 5    | Wüstung deutsches Mittelalter, Dorfkern Neuzeit                             | 60041              |           |      |
| Heckelberg (Lage)        | 2, 3 | Altstadt deutsches Mittelalter, Altstadt Neuzeit                            | 60093              |           |      |
| Heckelberg (Lage)        | 5    | Burg deutsches Mittelalter                                                  | 60094              |           |      |
| Heckelberg (Lage)        | 7    | Wüstung deutsches Mittelalter, Dorfkern Neuzeit                             | 60095              |           |      |
| Heckelberg (Lage)        | 5    | Siedlung Bronzezeit                                                         | 60096              |           |      |
| Heckelberg (Lage)        | 2    | Siedlung Urgeschichte                                                       | 600758             |           |      |
| Brunow (Lage)            | 1, 2 | Dorfkern deutsches Mittelalter, Dorfkern Neuzeit                            | 60060              |           |      |
| Brunow (Lage)            | 2    | Siedlung Steinzeit                                                          | 60061              |           |      |
| Brunow (Lage)            | 1    | Einzelfund deutsches Mittelalter, Siedlung Urgeschichte, Siedlung Steinzeit | 60062              |           |      |
| Brunow, Leuenberg (Lage) | 2, 4 | Siedlung Steinzeit                                                          | 60063              |           |      |
| Brunow, Leuenberg (Lage) | 1, 1 | Siedlung Steinzeit                                                          | 60065              |           |      |